# Vampyrocrossota childressi
Vampyrocrossota childressi is een hydroïdpoliep uit de familie Rhopalonematidae. De poliep komt uit het geslacht Vampyrocrossota. Vampyrocrossota childressi werd in 1993 voor het eerst wetenschappelijk beschreven door Thuesen. 